# John G. Shedd
John Graves Shedd (20 juillet 1850 - 22 octobre 1926) est un chef d'entreprise américain. Il a été président et directeur de la Marshall Field & Company. Le grand magasin Marshall Field's de Chicago est célèbre dans le monde entier, et l'équivalent du Harrods de Londres ou des Galeries Lafayette de Paris.

## Biographie
Né dans une ferme de l'État du New Hampshire, Shedd arrive à Chicago en 1871 et commence à travailler pour l'entrepreneur Marshall Field. Durant l'année 1901, il se fraye un chemin au sein de la Field Company et accède à la vice-présidence de l'entreprise. À la mort de Field en 1906, il prend la relève en tant que président. Peu de temps avant sa mort, Field lui-même décrit Shedd comme étant "le plus grand entrepreneur aux États-Unis" et, en effet, sous la présidence de Shedd l'entreprise Field devient le plus grand magasin de la région de Chicago et la plus grande entreprise de marchandises et de vente en gros dans le monde.
Connu comme étant l'un des plus grands bienfaiteurs de Chicago, il a offert de nombreux dons aux universités et musées de la ville de Chicago, et a dans les années 1920 offert 3 000 000 de dollars pour construire l'aquarium John G. Shedd, le plus grand aquarium du monde à son ouverture. Il reste à ce jour l'un des plus importants du monde.
John G. Shedd meurt en 1926 à l'âge de 76 ans. Il est enterré au cimetière de Rosehill à Chicago.